# Puerto Antioquia
El proyecto de Puerto Bahía Colombia de Urabá - Puerto Antioquia, será un puerto multipropósito de manejo de carga exportación/importación de contenedores, gráneles sólidos, líquidos y terminal de importación de vehículos.
El proyecto se localiza a 2600 m aguas arriba de la desembocadura de río León,al costado sur de Bahía Colombia del Golfo Urabá, Mar Caribe de la costa Atlántica de Colombia, en cercanías a la desembocadura del río León y la verada el Canal del corregimiento de Nueva Colonia, perteneciente al Municipio de Turbo, Antioquia.

## Generalidades
La capacidad productiva de la región conformada por las ciudades de Turbo-Carepa, en el Urabá antioqueño, originó desde hace tiempos la construcción de dos incipientes puertos: El Zungo, para la exportación de banano, y El Wafe, que cubre las necesidades locales de transporte marítimo y fluvial, los que en conjunto conforman el actualmente llamado 'Puerto de Turbo'.  
En un futuro próximo, cuando se complete la ambiciosa intervención que se está llevando a cabo en el Puerto de Turbo - hoy en día ya se llama Puerto Antioquia - se generará una gran proyección comercial adicional, no solo para Antioquia sino también para el país y para un amplio contexto latinoamericano, pues el citado embarcadero aumentará la competitividad internacional de Colombia, más aún cuando están vigentes Tratados de Libre Comercio entre el país y otras regiones del mundo, y específicamente porque el país y sus vecinos necesitan sacar sus productos y traer importaciones a través del Atlántico por terminales marítimos más económicos, como lo es el de Turbo.
El puerto de Turbo ha sido manejado hasta ahora por las compañías bananeras. Pero dado que ya se incluyó en el Plan Nacional de Desarrollo la construcción de una conexión vial de altas especificaciones entre Medellín y esta región (2009), también el Gobierno Nacional se ha comprometido a impulsar este proyecto, para el cual se ha contado igualmente con la participación de más industrias privadas diferentes a las bananeras, interesadas en exportar a menores costos.
Puerto Antioquia dispondrá de una infraestructura moderna y verdaderamente competitiva, adaptada a la realidad de la interdependencia comercial globalizada. Con la experiencia logística que el terminal ha adquirido en 40 años de correcto funcionamiento, y con su especial localización estratégica, Puerto Antioquia se considera un proyecto económicamente viable, muy en especial por estar íntimamente vinculado a otros megaproyectos como las Autopistas de la Prosperidad, la Autopista de las Américas y la próxima construcción de una enorme planta de aluminio en el Urabá.

## Altas inversiones en conectividad con el centro del país
A partir de 2010 se están invirtiendo 800 millones de dólares en la autopista de cuatro calzadas que conectará a Puerto Antioquia con Medellín. Gracias a esta vía de última generación, los viajes entre Medellín y Turbo se reducirán de 8 o 10 horas a cuatro y los camiones de cinco ejes podrán transitar a 80 kilómetros por hora.

## Notorio aumento en la competitividad y ahorros económicos
Turbo y sus zonas aledañas son las localidades portuarias de la Costa Atlántica más cercanas a las grandes zonas productivas del centro del país. La apertura del Túnel de Occidente en Antioquia, inaugurado el 20 de enero de 2006, acortó considerablemente las distancias entre el centro de la nación y el Océano Atlántico, y bajo el programa Autopistas de la Prosperidad se está construyendo una vía de amplias especificaciones hasta Urabá, todo lo cual representará grandes ahorros para los transportadores de carga del país hacia la costa atlántica.
La distancia de Medellín hasta Cartagena, por ejemplo, es de 637 kilómetros, pero hasta Nueva Colonia, Turbo en Urabá, es de solo 312 kilómetros, lo que equivale a un ahorro de 325 kilómetros. Si se parte del Eje Cafetero, el trayecto hasta Ciudad Heroica es de 854 kilómetros, y a Nueva Colonia de solo 517 kilómetros. El ahorro en este caso es de 337 kilómetros.
Similarmente, un productor en Bogotá debe hoy en día realizar sus exportaciones por el Atlántico vía Cartagena, y su carga tiene que recorrer una distancia de 1.071 kilómetros; pero con la opción de Nueva Colonia (futuro Puerto Antioquia), el trayecto es de solo 729 kilómetros. El ahorro es de 342 kilómetros.
Estas distancias más cortas desde y hasta Puerto Antioquia se traducen en costos de transporte terrestre mucho más bajos por tonelada. 
Estas características dejan ver que Puerto Antioquia es un proyecto ambicioso, innovador y un referente y orgullo para la región de Urabá, Antioquia y todo el país.

## Un proyecto en marcha
La dueña del proyecto
Por concesión del Gobierno Nacional con la firma PIO S.A.S. (Puertos, Inversiones y Obras) es la dueña del proyecto, que administra y opera el puerto. De acuerdo con su gerente, Andrés Bustos Isaza, PIO S.A.S. es "una firma holding dedicada a desarrollar, ejecutar y administrar infraestructuras portuarias y servicios logísticos, además de promover proyectos inmobiliarios de gran envergadura". 
Con licencia ambiental
Para Óscar Isaza, presidente de Pio, Puerto Antioquia y todos los desarrollos que vienen para Urabá “serán como la resurrección del Ave Fénix”. De ser una región otrora azotada por la violencia, con este proyecto se espera que desde allí se exporten próximamente 7,5 millones de toneladas al año, distribuidos en 2,5 millones de toneladas en grano, 3 en contenedores y 2 en carga general, incluyendo vehículos. “Adicionalmente – añade -, “creemos que al lado del puerto puede estar desarrollándose una importante cadena agroindustrial.”
A mitad de enero de 2016, la obra obtuvo la licencia ambiental definitiva.  
COTEMA, conformado por Eiffage y Termotécnicainiciará obras en la mitad del año 2022 y entregará la primera fase de operación 2025. Su reto es construir un puerto multipropósito, compuesto por una plataforma en el mar –con 15 metros de profundidad–, un puerto en tierra en un espacio de 38 hectáreas, y un viaducto de 3,8 kilómetros que conectará estos dos puntos. Esta megaobra tiene un costo de US$ 725 millones.
El puerto estará a la altura de los principales de Colombia.
Inversión y réditos económicos
El proyecto, a principios de 2016, ya está registrado en la Superintendencia de Sociedades. 
La inversión será de US$ 725 millones. Se estima que la obra generará cerca de 1.000 empleos en la fase de construcción y ya en su fase operacional otros 800 puestos de trabajo. Adicionalmente, se calcula de aproximadamente 17 mil nuevos empleos indirectos serán generados por la dinámica en torno a Puerto Antioquia.
De acuerdo con el Ministerio de Transporte, “Su ubicación es totalmente estratégica, puesto que se encuentra un 40% más cerca de los principales centros de producción y consumo del país (Bogotá, Medellín, Eje Cafetero, Tunja y Valle del Cauca), que corresponden al 70% del PIB del país.”
- Datos: Q24064000